# Акафист Слава Богу за всё
Акафист «Слава Богу за все» относится к жанру церковной гимнографии, посвящён благодарению и восхвалению Бога. Акафист был написан митрополитом Трифоном (Туркестановым), вероятно, незадолго до его кончины, произошедшей 14 июня 1934 года.
Текст акафиста состоит из 13 кондаков и 12 икосов, каждый из которых посвящён благодарению Творцу за красоту окружающего мира и за Его благодеяния человеку. Отличительной особенностью произведения является то, что акафист написан на русском, а не на церковнославянском языке. Большое количество метафор и сравнений насыщают произведение эмоциональностью, что также также выделяет его среди творений данного жанра.
Автор вкладывает в строки своего произведения опыт личного переживания Бога, восхищаясь Его творением: «Силою Духа Святого объят каждый цветок: тихое веяние аромата, нежность окраски, красота Великого в малом. Хвала и честь Животворящему Богу, простирающему луга, как цветущий ковер, венчающему поля золотом колосьев и лазурью васильков, а души — радостью созерцания».